# 科地区索瑟兹马尔
科地区索瑟兹马尔（法語：Sausseuzemare-en-Caux，法語發音：[sosøzmaʁ ɑ̃ ko]）是法国诺曼底大区滨海塞纳省的一个市镇，属于勒阿弗尔区。 

## 地理
科地区索瑟兹马尔（49°40'10"N, 0°20'58"E）面积3.88 平方千米，位于法国诺曼底大区滨海塞纳省，勒阿弗尔东北约27千米，D68和D72公路的交界处。
与科地区索瑟兹马尔接壤的市镇（或旧市镇、城区）包括：布雷特维尔-迪格朗科、埃克兰维尔、埃普勒维尔、丰格斯马尔、戈代维尔、马尼凯维尔。
科地区索瑟兹马尔的时区为UTC+01:00、UTC+02:00（夏令时）。

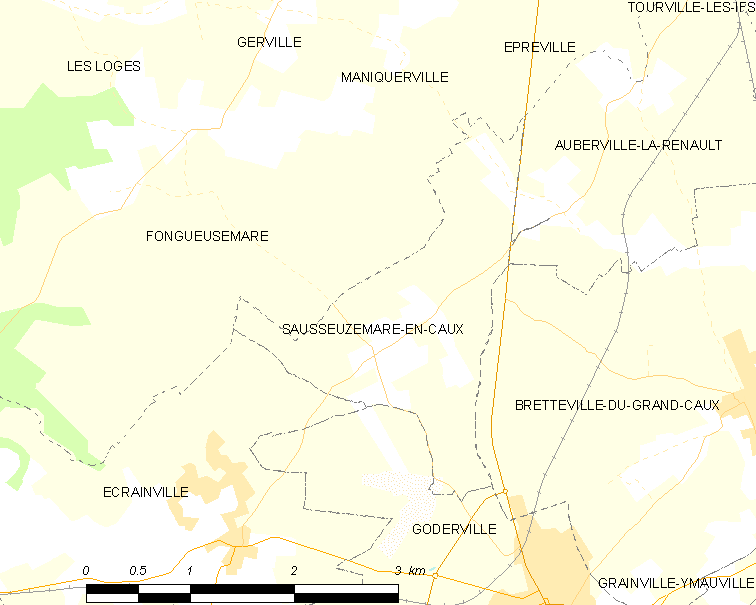
科地区索瑟兹马尔的OSM定位图

## 行政
科地区索瑟兹马尔的邮政编码为76110，INSEE市镇编码为76669。

## 政治
科地区索瑟兹马尔所属的省级选区为圣罗曼-德科尔博斯克县。

## 人口

1962-2008年间科地区索瑟兹马尔人口变化图示

科地区索瑟兹马尔于2022年1月1日时的人口数量为430人。